# Astragalus roseus
Astragalus roseus är en ärtväxtart som först beskrevs av Christian von Steven, och fick sitt nu gällande namn av Carl Friedrich von Ledebour. Astragalus roseus ingår i släktet vedlar, och familjen ärtväxter. Inga underarter finns listade i Catalogue of Life.